# Diamant (premetrostation Antwerpen)

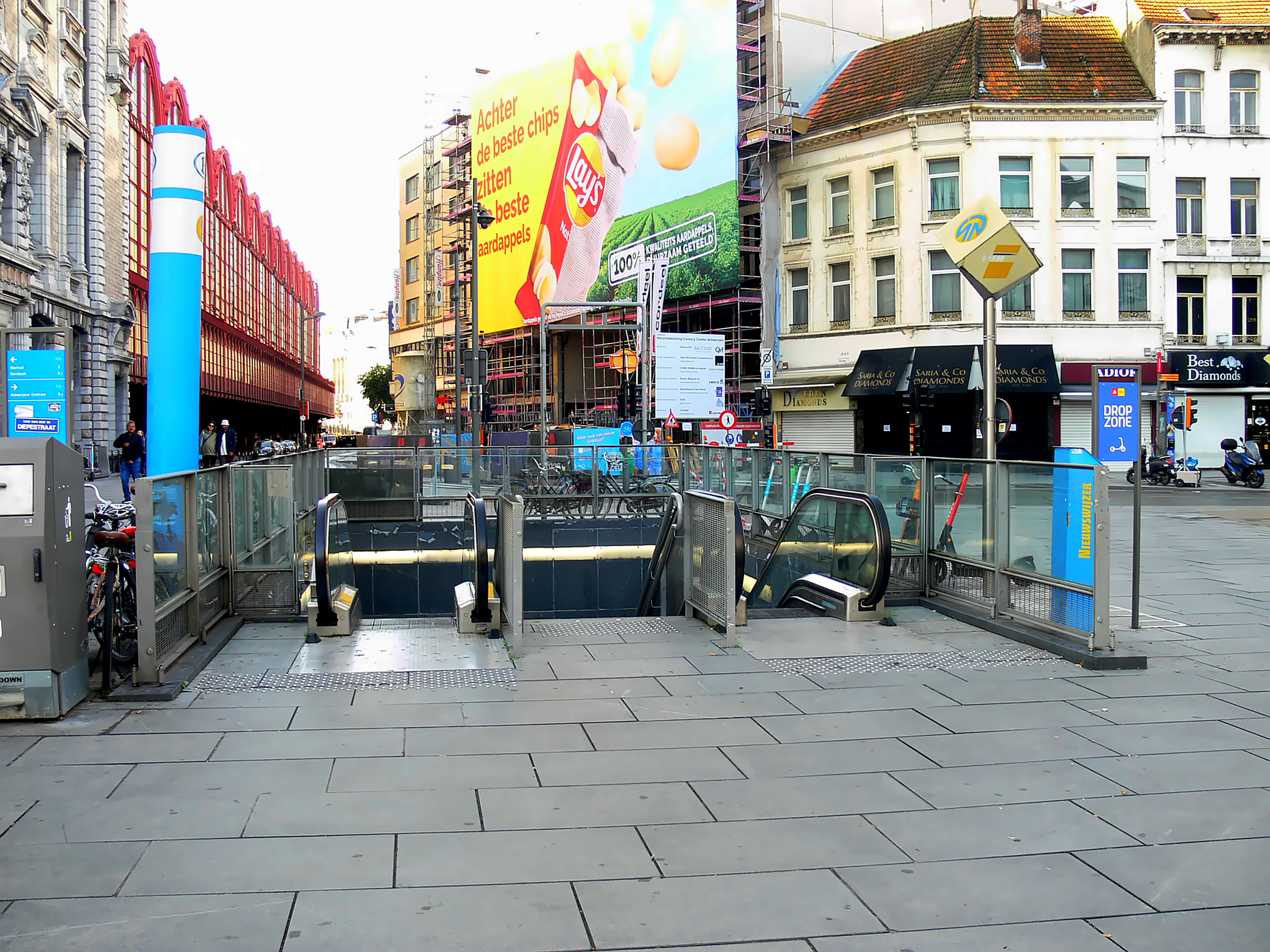
Ingang station Diamant op het Konigin Astridplein;

Diamant is een premetrostation in Antwerpen, gelegen onder de Pelikaanstraat, naast station Antwerpen-Centraal.
Het station is geopend op 10 maart 1980 samen met premetrostation Plantin.

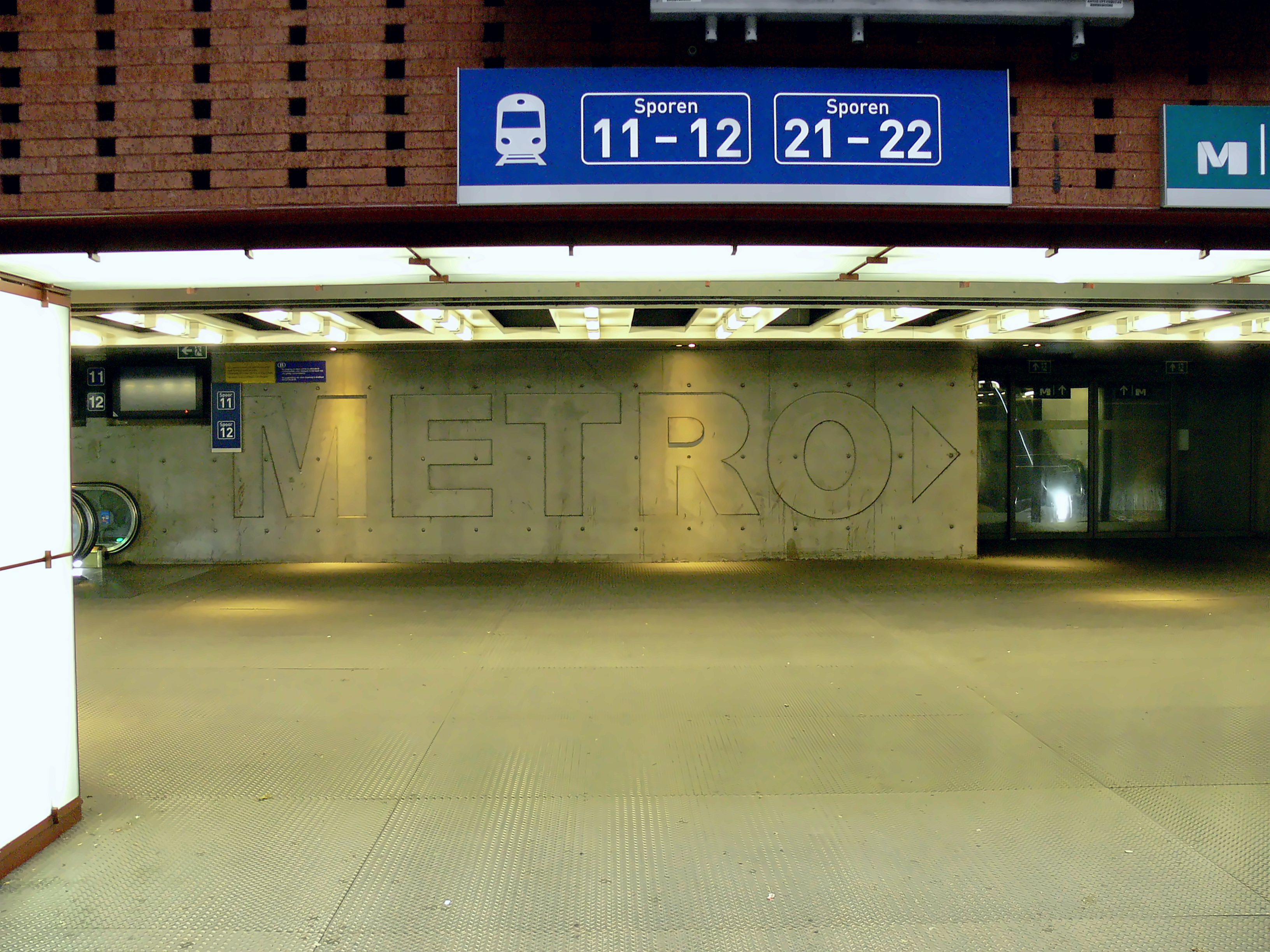
Station Diamant ingang in treinstation Antwerpen Centraal op niveau -1.5 (tussen de perron niveaus -1 en -2).

Het werd tussen 2009 en 2011 gerenoveerd en officieel heropend op 7 februari 2011. De renovatie kostte 3.6 miljoen euro. Het werd volledig gestript en kreeg nieuwe vloeren, wandbekleding en plafonds in lichtere kleuren. Ook de verlichting en aanduidingen werden vernieuwd. Er werden liften ingebouwd en aanduidingen in braille toegevoegd.

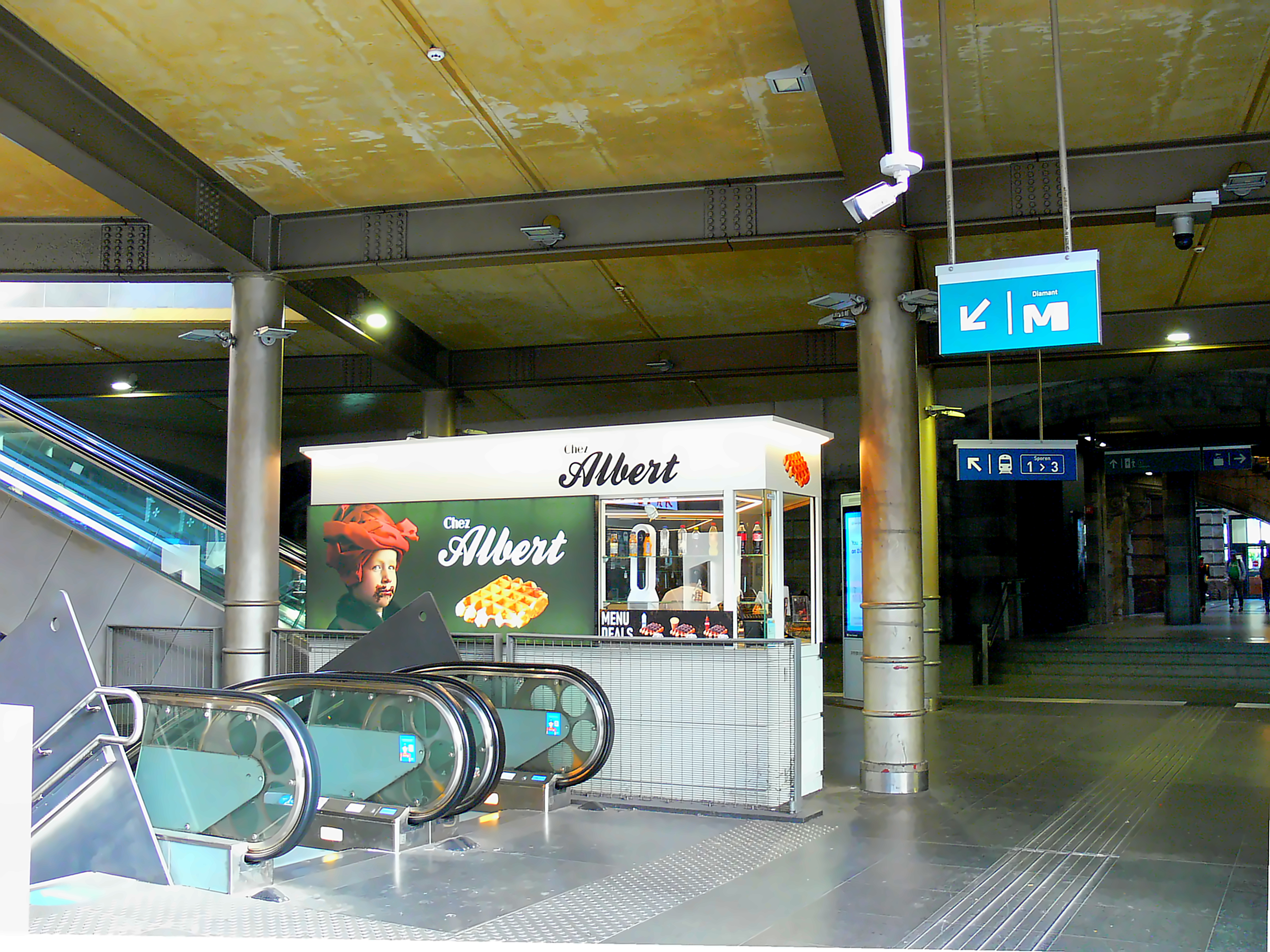
Ingang van station Diamant in het Centraal Station op niveau 0.

Om een beter overzicht te geven tussen de stationshallen op de verdiepingen -1 en -2 is de vloer van -1 omgebouwd tot overloop. Ook werd het station voorzien van een nieuwe uitgang die toegang geeft tot de auto- en fietsgarage onder het Koningin Astridplein, het premetrostation Astrid evenals het plein zelf.

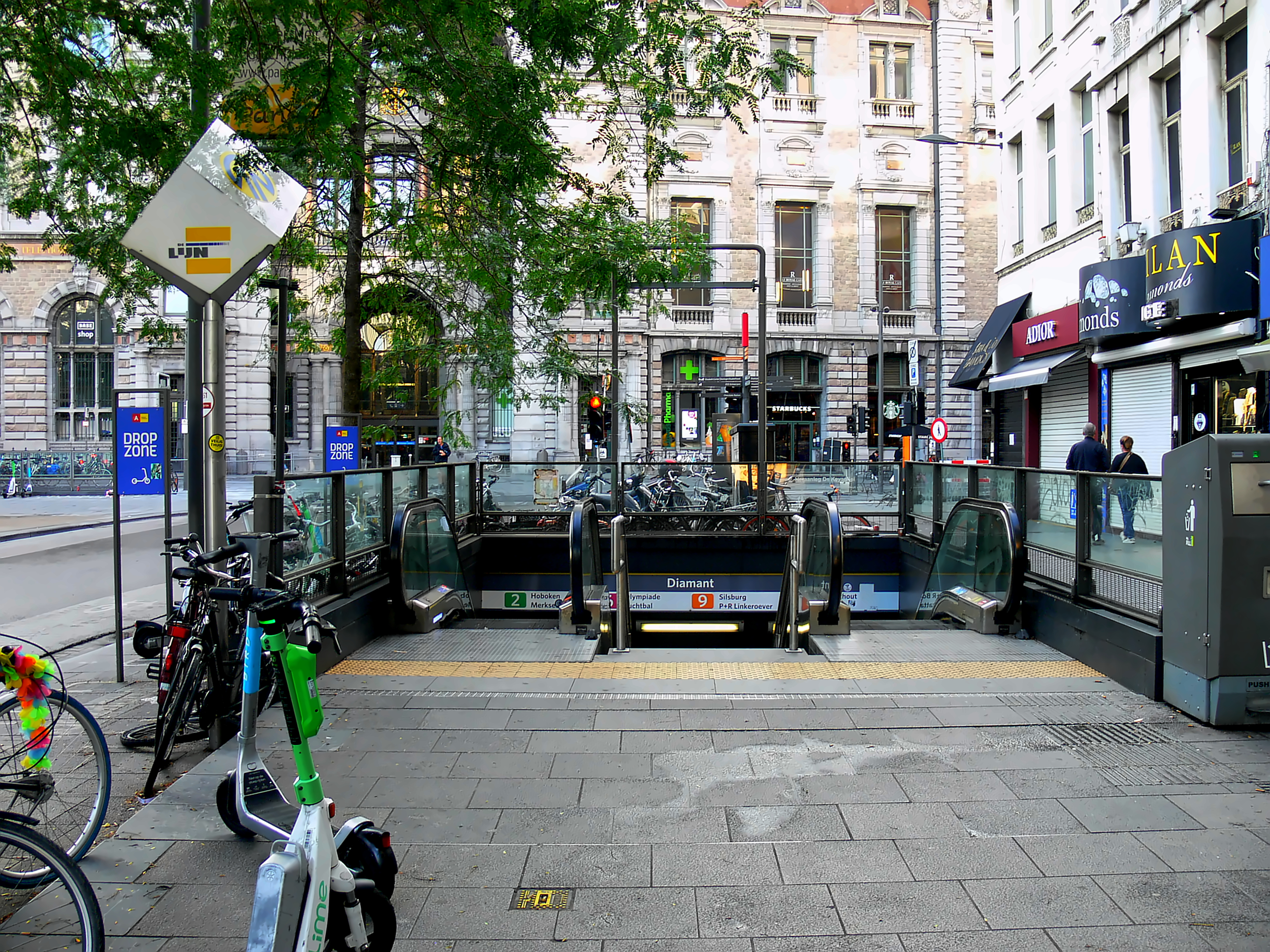
Ingang station Diamant op de De Keyserlei.

Het is het diepste gebruikte premetrostation in Antwerpen. Omdat de Pelikaanstraat waaronder het station ligt erg smal is, is het gebouwd als een ± 200 meter lange doos met 4 ondergrondse verdiepingen.
Na het station ligt er noordwaarts een wissel. Rechts naar Astrid (Lijnen 2 en 6), links naar Opera (Lijnen 9 en 15)
Op straatniveau heeft het station 3 ingangen, namelijk op De Keyserlei, het Koningin Astridplein en in station Antwerpen-Centraal.
Op niveau -1 bevindt zich een lange stationshal met toegangen tot de parking onder het Koningin Astridplein (met ondergrondse doorgang naar het premetrostation Astrid).
De uitgang op de hoek van de Pelikaanstraat met de Vestingstraat is niet meer in gebruik (omgebouwd tot nooduitgang). Hier was ruimte gelaten voor winkels, maar tot voor enkele jaren bevond zich er alleen nog maar een winkel met nostalgische herinneringen aan de stadstram.
Op niveau -2 ligt een tweede stationshal met toegangen tot beide perrons en naar het nabij gelegen trein station Antwerpen-Centraal.
Op niveau -3 ligt het 90m lange perron richting stations Opera en Astrid.
Op niveau -4 ligt het 90m lange perron richting station Plantin.
Het station wordt bediend door volgende lijnen:
Lijn 2: Hoboken - Merksem
Lijn 6: Luchtbal - Olympiade
Lijn 9: Silsburg - Linkeroever
Lijn 15: Boechout - Regatta

## Toekomst
Volgens plan 2021 (zie Nethervorming basisbereikbaarheid) zouden eind 2021 de vier bovengenoemde tramlijnen vervangen worden door de premetrolijnen M2, M7 en M9. Er werd in maart 2021 besloten om dit plan enkele jaren uit te stellen tot er voldoende nieuwe trams geleverd zijn.

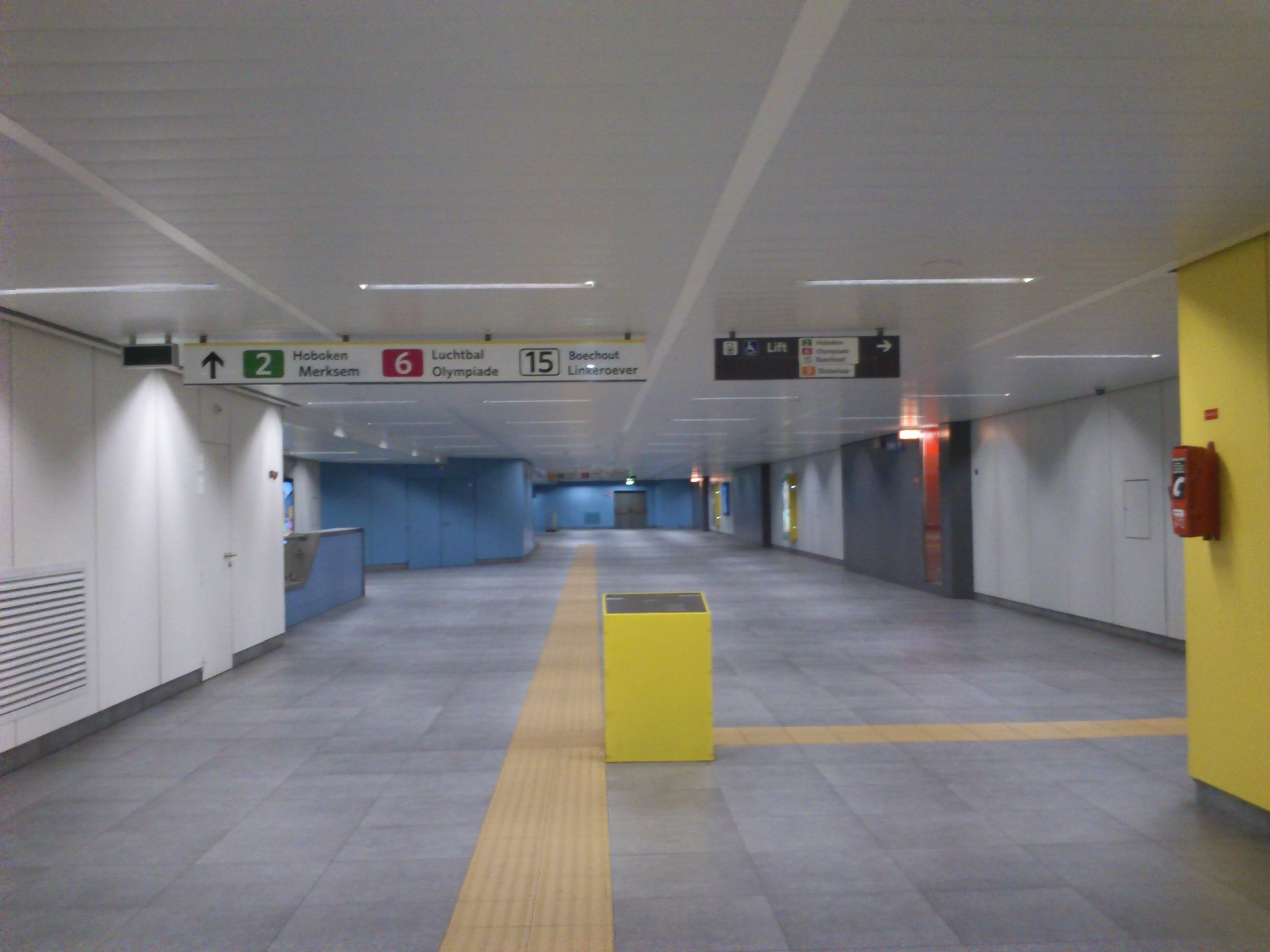
De centrale gang op niveau -1 van premetrostation Diamant.

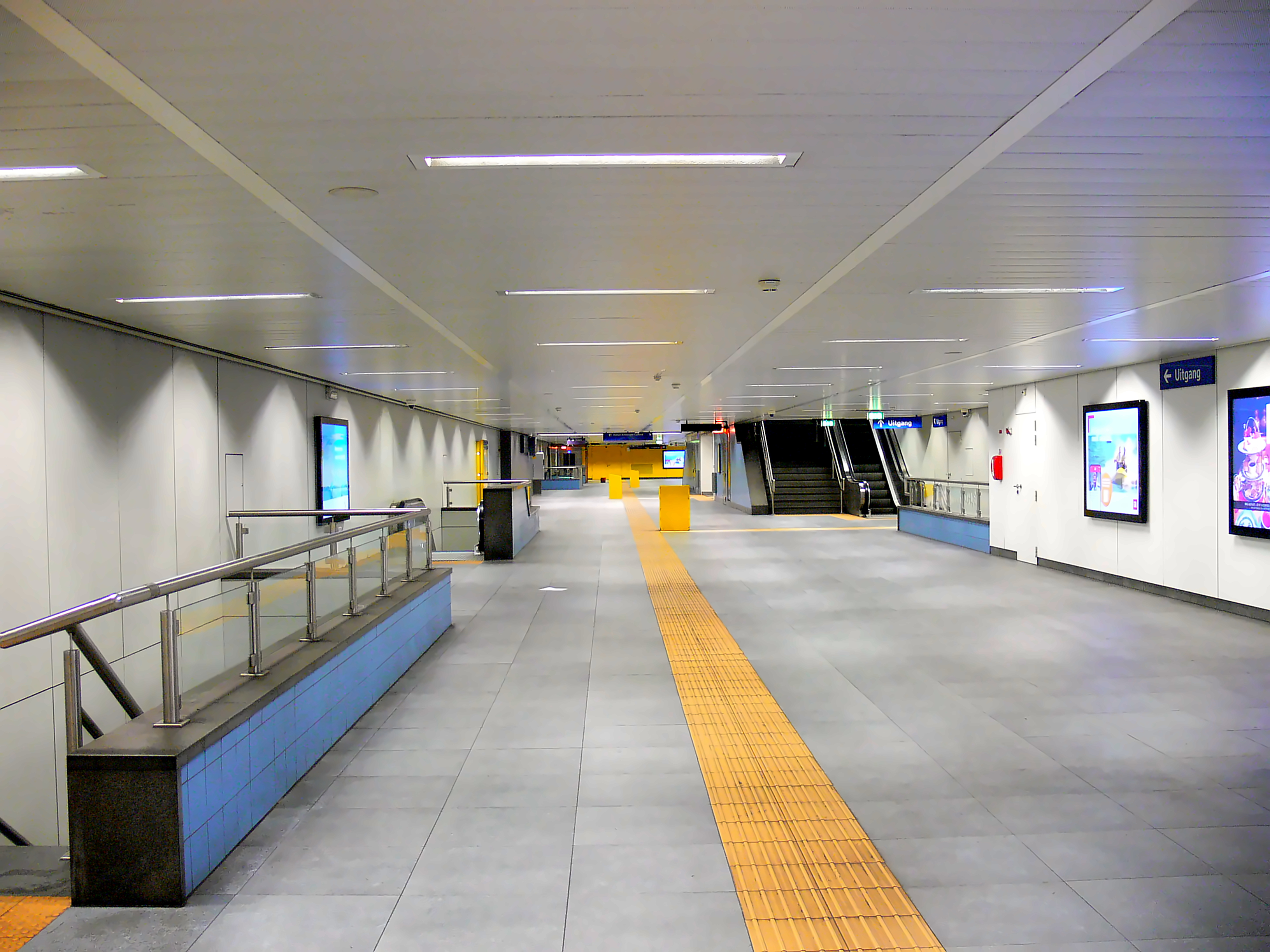
Station Diamant: Niveau -2: Stationshal met toegangen tot de perrons op -3 en -4 en de Verbindingshal op -1

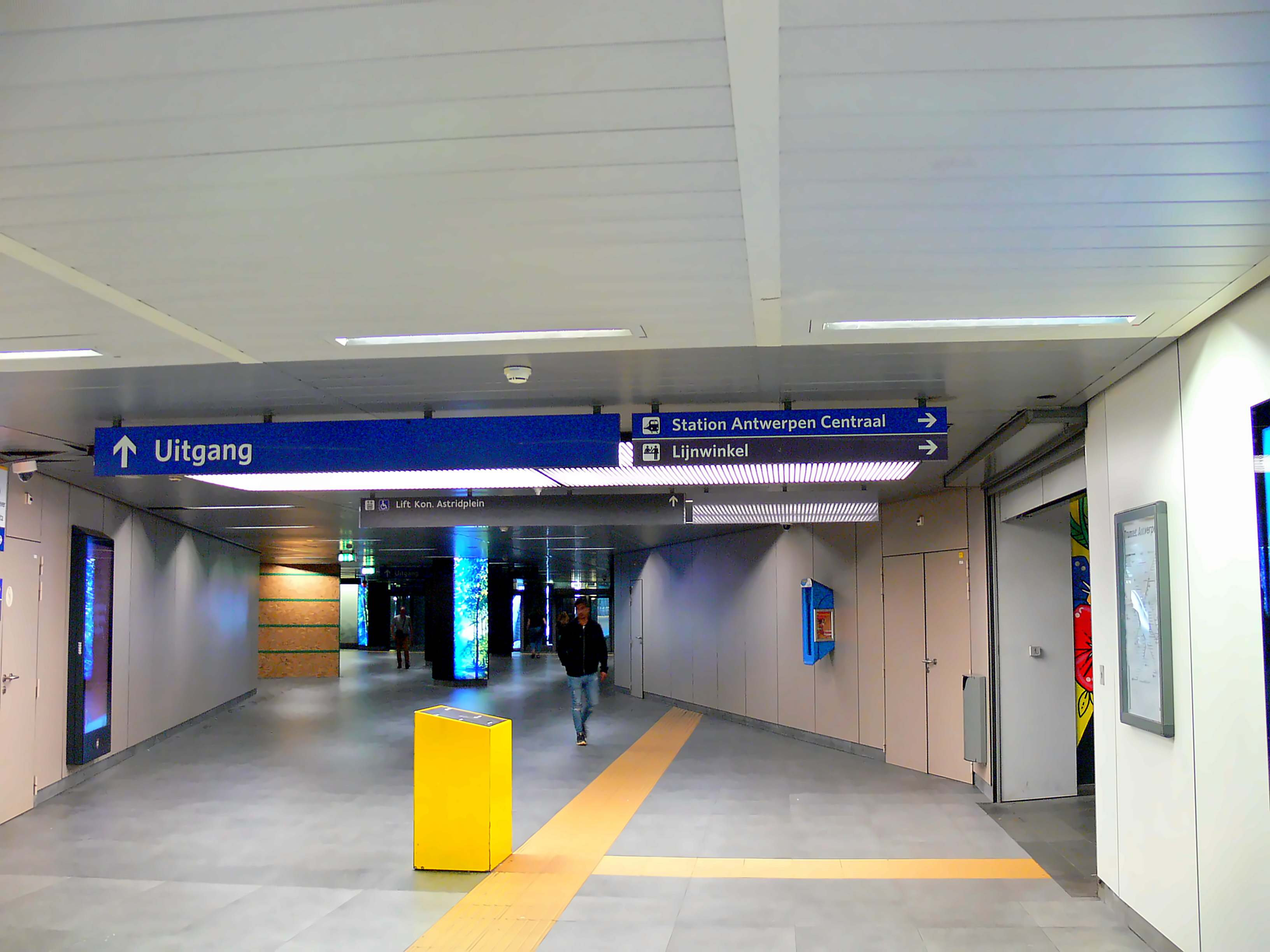
Station Diamant: Niveau -1: de verbindingshal, deze verbind het station met het Centraal Station(trein), de ondergrondse parking(auto en fiets), het straat niveau, metro station Astrid en de stationshal op niveau -2.

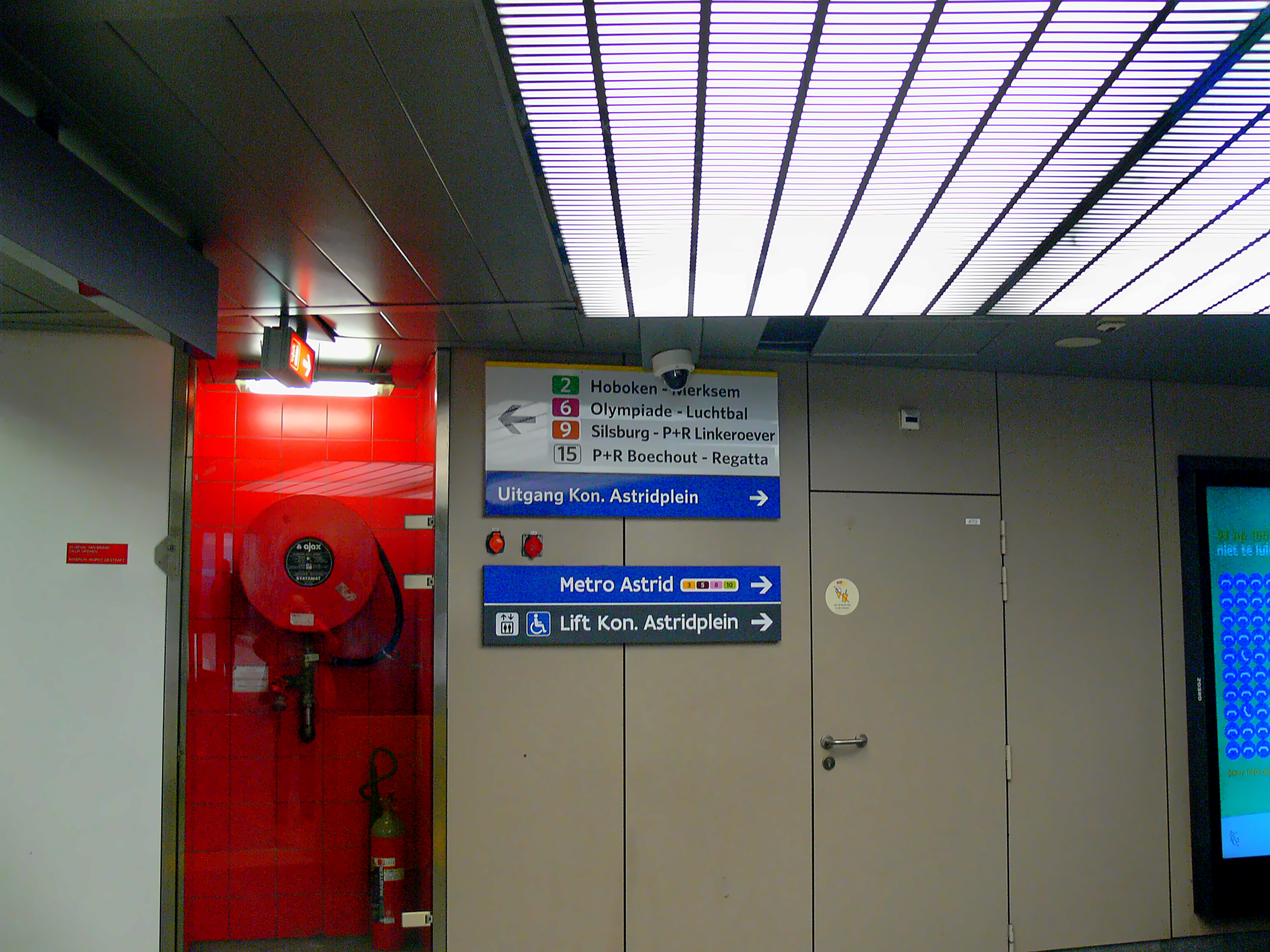
Station Diamant: Niveau -1: Verbindingshal: richtingen